# Ascogaster submersa
Ascogaster submersa är en stekelart som beskrevs av Charles Thomas Brues 1933. Ascogaster submersa ingår i släktet Ascogaster och familjen bracksteklar. Inga underarter finns listade.